# Prix autrichien pour la mémoire de l'Holocauste
Le Prix Autrichien pour la Mémoire de l'Holocauste (Austrian Holocaust
Memorial Award) 
fut fondé en 2006 par le Service autrichien à l'étranger. Une fois par an, le prix est décerné à quelqu'un, qui a
notamment contribué à la mémoire de la Shoah.

## Le but
Le but du Prix autrichien pour la Mémoire de l'Holocauste est de faire remarquer une personne qui soutient notamment le Service autrichien de la Mémoire.

## Le Service autrichien de la Mémoire
Depuis 1992 des jeunes autrichiens effectuent leur Service autrichien de la Mémoire en Argentine, Belgique, Bulgarie, Chine, Allemagne,
Angleterre, France, Israël, Italie, Lituanie, aux Pays-Bas, en Pologne,
Russie, République tchèque, Ukraine, Hongrie et aux États-Unis. Ainsi ces jeunes assument la responsabilité des crimes national-socialistes, dont une partie a été commise par des autrichiens.

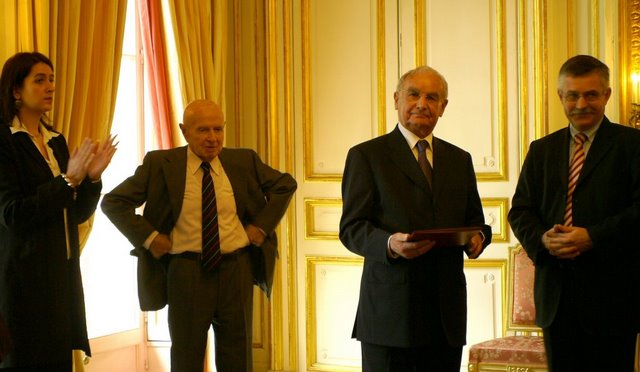
Delphine Hébras (petite-fille), Jean Serog (99 ans), Robert Hébras (lauréat 2008) et Hubert Heiss (l'ambassadeur) à l'ambassade d'Autriche à Paris

## Présentations
Le 17 octobre 2006, l'historien chinois Pan Guang a obtenu le premier prix autrichien pour la Mémoire de l'Holocauste. Michael Prochazka et le fonctionnaire autrichien de l'année MIchael Wallner assistaient à la réception à Shanghai.

## Lauréats
- 2006 : Pan Guang de Shanghai, Chine ;
- 2007 : Alberto Dines (en) de Rio de Janeiro, Brésil ;
- 2008 : Robert Hébras d’Oradour-sur-Glane, France ;
- 2009 : Jay M. Ipson de Richmond, Virginie aux États-Unis ;
- 2010 : Eva Marks (en) de Melbourne, Australie ;
- 2011 : Le Centre Juif de Auschwitz d’Oświęcim, Pologne ;
- 2012 : Ladislaus Löb de Brighton, Royaume-Uni ;
- 2013 : Hugo Höllenreiner d’Ingolstadt, Allemagne ;
- 2014 : Marģers Vestermanis de Riga, Lettonie ;
- 2015 : Erika Rosenberg de Buenos Aires, Argentine ;

- 2016 : Giorgio Frassineti de Predappio (Forlì), Italie.
- 2017: Ruben Fuks de Belgrade, Serbie
- 2018: Alla Gerber et Ilia Altman de Moscou, Russie
- 2019: Tomislav Dulic de Uppsala, Suède
- 2020: Dušan Stefančič de Ljubljana, Slovénie
- 2021: Tali Nates de Johannesburg, Afrique du Sud